# シュラバナベラゴラ
シュラバナベラゴラまたはシュラバナベルゴラ（カンナダ語: ಶ್ರವಣಬೆಳಗೊಳ Śravaṇabeḷagoḷa, ヒンディー語: श्रवणबेलगोला Śravaṇabelgolā）は、インドのカルナータカ州ハーサナ県にある町。マイソールの北に位置する。
ジャイナ教の聖地であり、とくにチャンドラギリおよびヴィンディヤギリという岩山と巨大なゴーマテーシュワラ（バーフバリ）像がよく知られる。

## 概要
ジャイナ教ディガンバラ派の伝承によると、マウリヤ朝のチャンドラグプタ王はバドラバーフの教化によってジャイナ教に帰依した。バドラバーフはマガダ地方に12年にわたって飢饉がおきることを予言し、12000人の信者を率いて南方に移住した。バドラバーフはシュラバナベラゴラで没し、チャンドラグプタ自身も12年後にシュラバナベラゴラで自ら食物を断って没したという。
町の北にチャンドラギリ、南にヴィンディヤギリという岩山がある。ゴーマテーシュワラの立像はヴィンディヤギリの上にあり、西ガンガ朝の大臣であったチャームンダラーヤによって983年ごろに造られた。一枚岩から造られ、高さは56.5フィート（17メートル）ある。ゴンマテーシュワラはバーフバリ（強い腕を持つもの）とも呼ばれ、最初のティールタンカラであるリシャバの子で、1年間ヨーガの姿勢で動かなかったために腕や肩に蔓草が絡まり、足元に蟻塚ができたと伝えられる。12年ごとの祭りでゴーマテーシュワラ像は牛乳やギーなどを注がれる。21世紀にはいってからは2006年と2018年にこの祭りが行われた。
ザ・タイムズ・オブ・インディア誌が2007年にインドの七不思議を決める投票を行ったとき、ゴーマテーシュワラ像は49%の票を集めて1位になった（なお、七不思議にはほかにハリマンディル・サーヒブ（黄金寺院）やタージ・マハルなどが選ばれている）。
シュラバナベラゴラには西暦600年から1830年までの間に造られた800を越える碑文が残る。

## ギャラリー

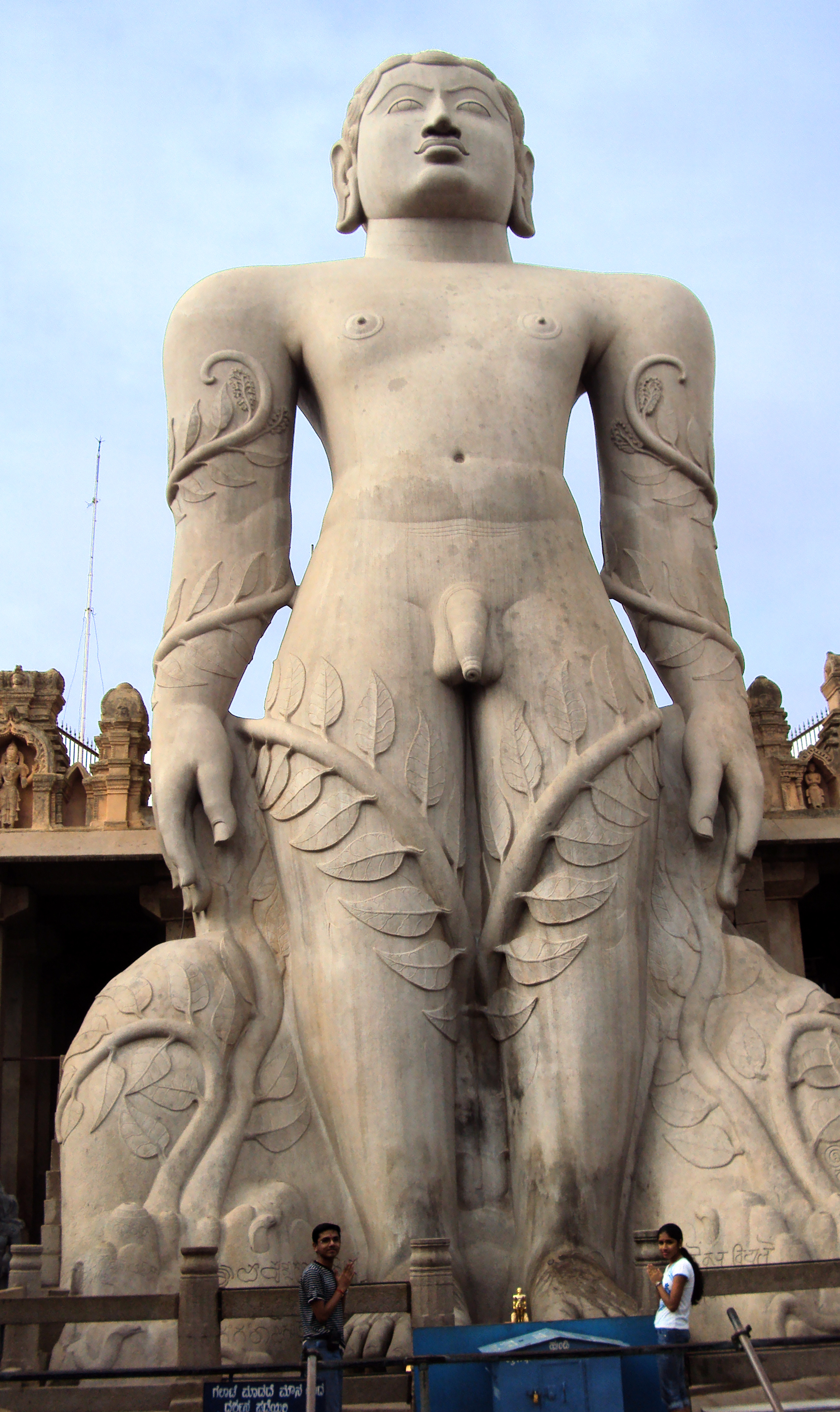
バーフバリ像
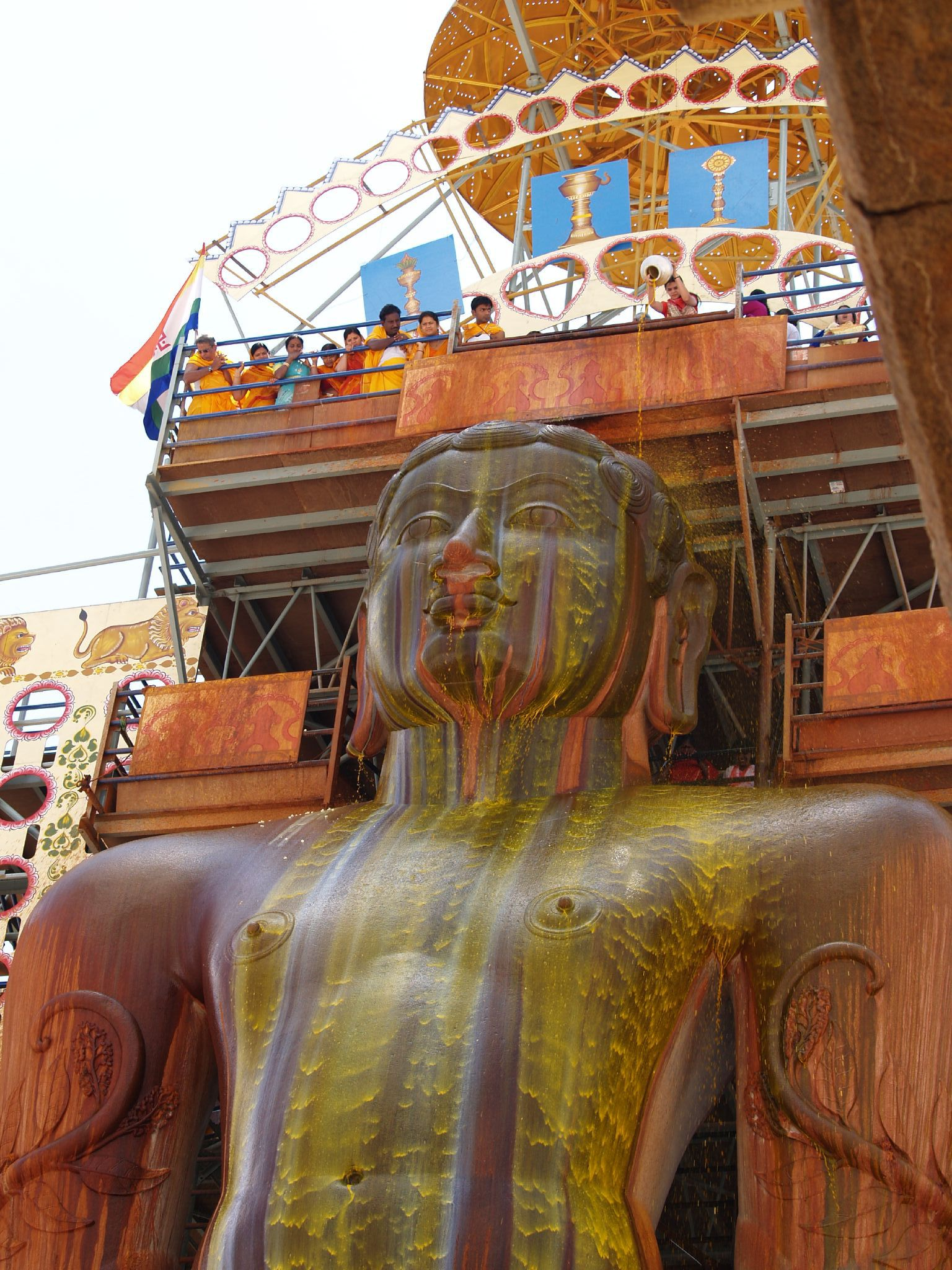
像にギーなどを注ぐ(2006年)
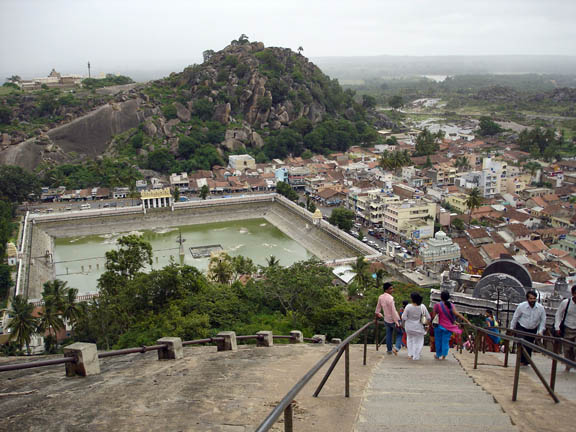
池とその向こうに見えるチャンドラギリ
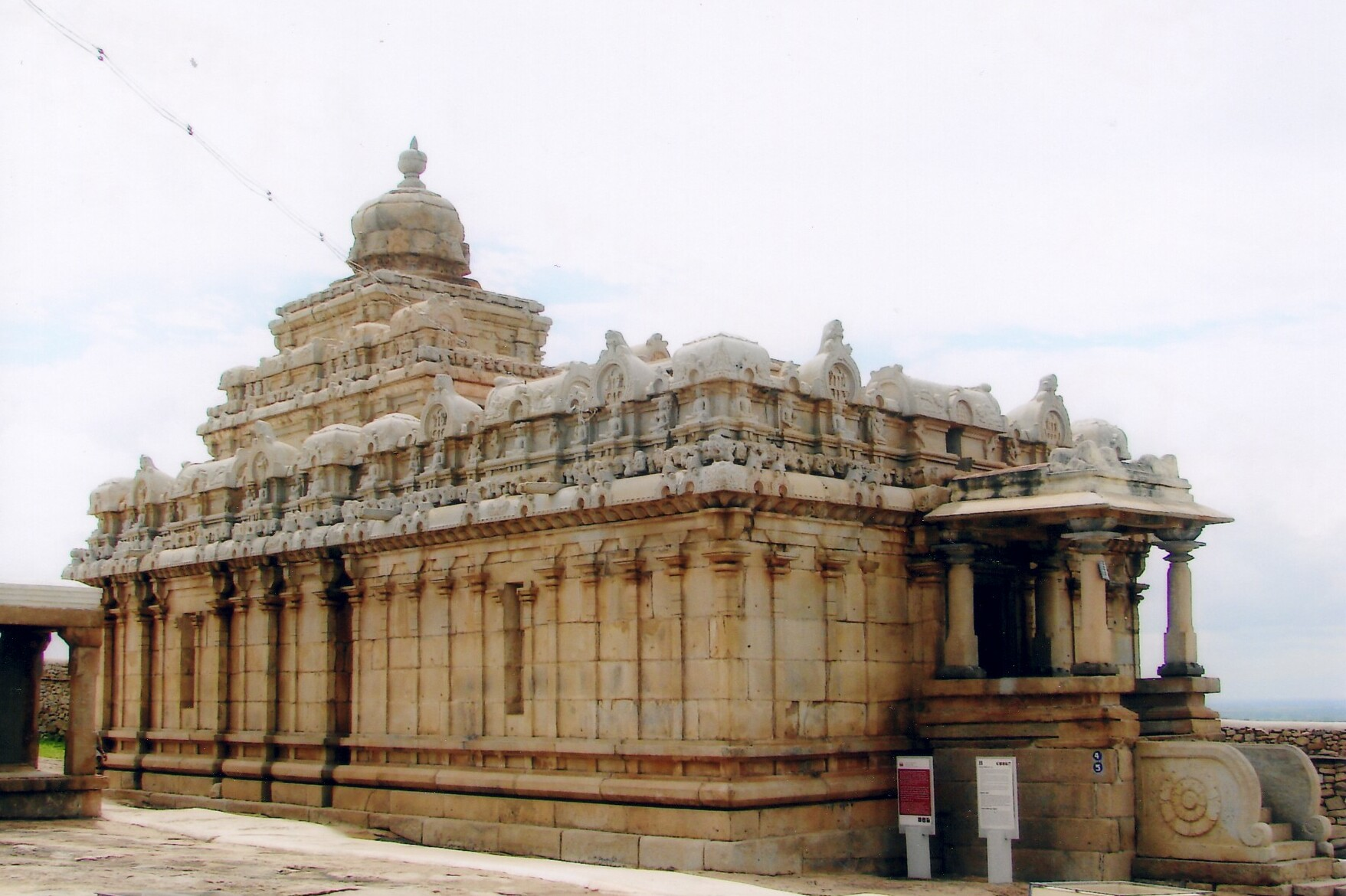
チャームンダラーヤ寺院
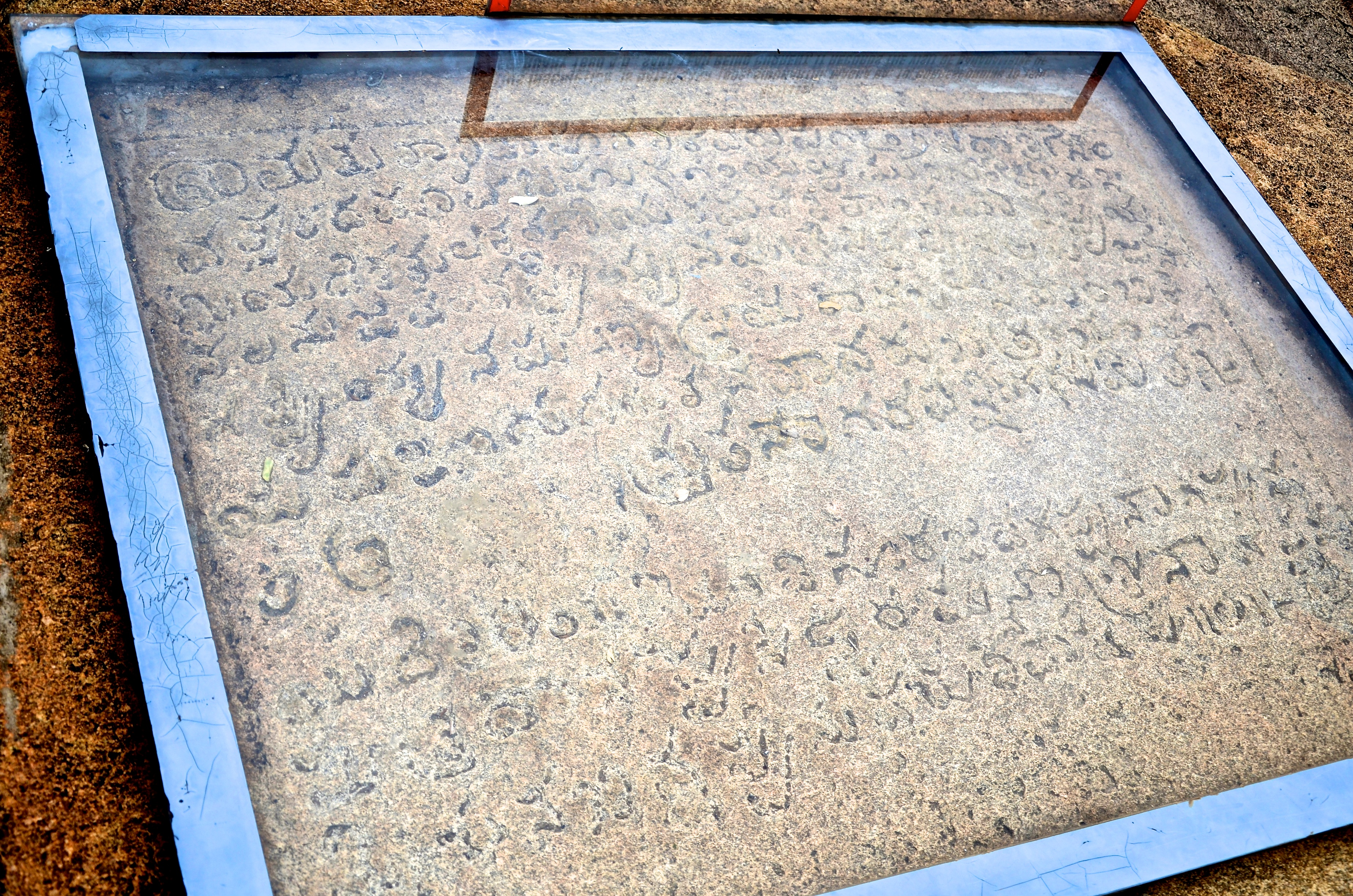
古いカンナダ文字碑文